# Frauen-Volleyballnationalmannschaft der Vereinigten Staaten
Die Frauen-Volleyballnationalmannschaft der Vereinigten Staaten ist eine Auswahl der besten Spielerinnen der Vereinigten Staaten, die die United States Volleyball Association (USVBA) bei internationalen Turnieren und Länderspielen repräsentiert. Die US-Amerikanerinnen wurden 2014 Weltmeister, nachdem sie zuvor sehr unterschiedliche Ergebnisse erzielt hatten. Bei Olympischen Spielen gewannen sie eine Gold- und drei Silbermedaillen. Hinzu kommen einige Siege bei World Grand Prix und der Nations League. Bei den kontinentalen Meisterschaften sind die USA das erfolgreichste Team neben Kuba.

## Geschichte

### Weltmeisterschaft
Bei ihrer ersten Teilnahme an einer Volleyball-Weltmeisterschaft wurden die Vereinigten Staaten 1952 Neunter und beim nächsten Turnier 1960 steigerten sie sich auf den sechsten Rang. 1962 fehlten sie dann nochmal. Bei der WM 1967 unterlagen sie erst im Finale dem Gastgeber Japan. 1970 schieden sie sieglos nach der Vorrunde aus und vier Jahre später kamen sie auf den zwölften Platz. Besser lief es 1978 mit dem fünften Rang. Bei der WM 1982 wurden die US-Frauen Dritter. 1986 reichte es hingegen nur zum zehnten Platz, bevor die Mannschaft 1990 erneut Bronze gewann. 1994 verloren die USA das Spiel um den fünften Platz gegen die deutsche Mannschaft. Vier Jahre später gewannen sie keinen Satz in der WM-Vorrunde. 2002 in Deutschland erreichten die Vereinigten Staaten zum zweiten Mal ein WM-Endspiel und unterlagen gegen Italien. Nach einem neunten Platz bei der WM 2006 mussten sie sich beim Turnier 2010 im Spiel um den dritten Platz den Japanerinnen geschlagen geben. 2014 in Italien setzten sie sich im Finale gegen China durch und wurden zum ersten Mal Weltmeister. Als Titelverteidiger kamen sie bei der WM 2018 auf den fünften Rang. Bei der WM 2022 wurden sie Vierte.

### Olympische Spiele

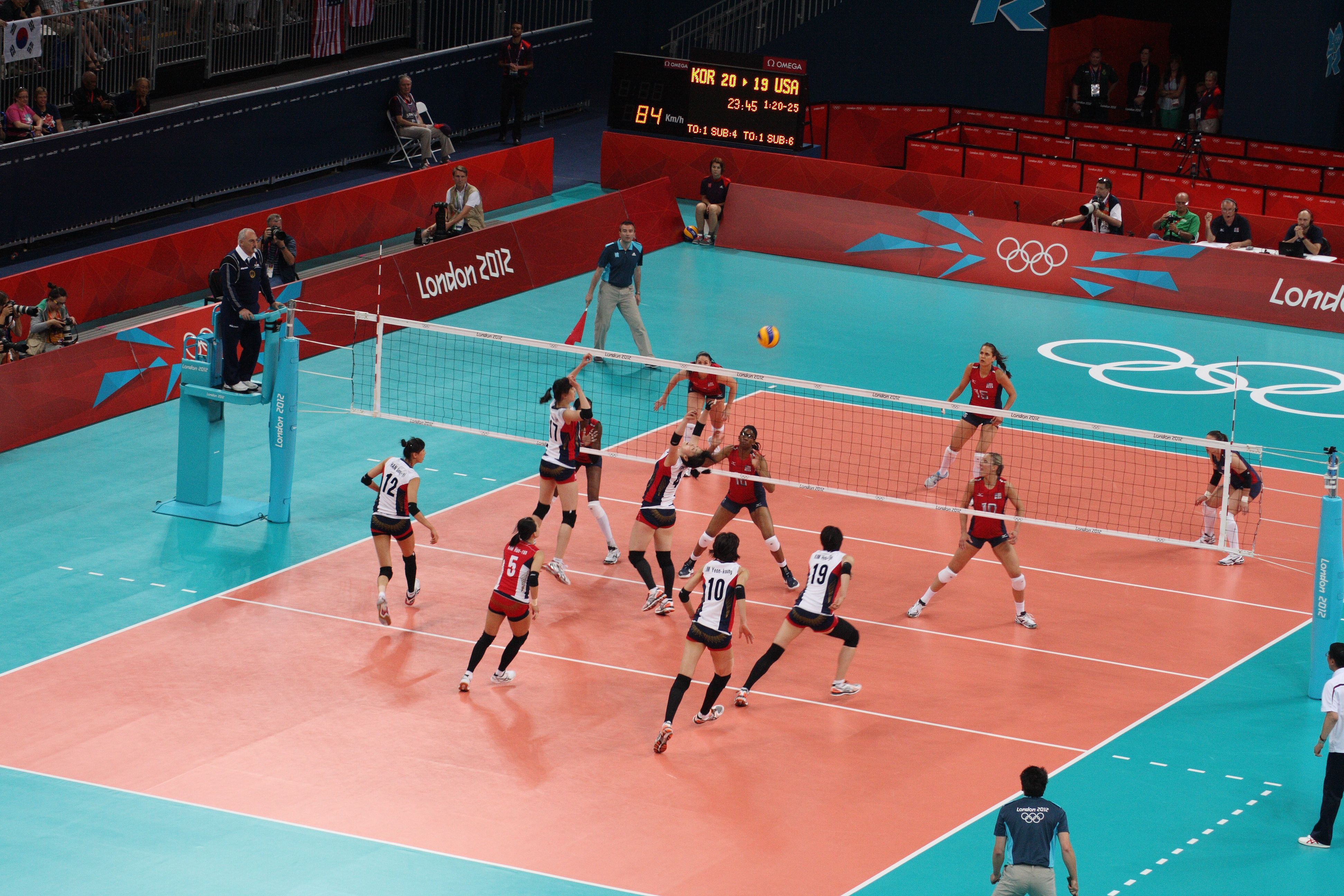
Spielszene aus dem olympischen Halbfinale 2012 gegen Südkorea

Bei den ersten olympischen Turnieren 1964 in Tokio und 1968 in Mexiko kamen die Vereinigten Staaten auf den fünften und achten Platz. Danach verpassten sie die nächsten drei Turniere. 1984 in Los Angeles wurden sie vor heimischem Publikum erst im Endspiel von China besiegt. Die Spiele 1988 endeten für sie auf Rang sieben. 1992 in Barcelona gewannen sie die Bronzemedaille. 1996 in Atlanta schieden sie trotz Heimvorteil im Viertelfinale gegen Kuba aus. Bei den Spielen 2000 verloren sie das Bronzespiel gegen Brasilien und vier Jahre später mussten sie sich gegen den gleichen Gegner im Viertelfinale geschlagen geben. 2008 in Peking unterlagen die US-Amerikanerinnen erst im Finale gegen Brasilien und gewannen zum zweiten Mal die Silbermedaille. 2012 in London gab es das gleiche Endspiel und das US-Team verlor erneut gegen die Südamerikanerinnen. Das Turnier 2016 endete für die Mannschaft mit einer Bronzemedaille. Bei einem internationalen Qualifikationsturnier in Shreveport sicherten sich die USA ihren Startplatz für die Olympischen Spiele 2020, bei denen sie 2021 durch einen Finalsieg über Brasilien zum ersten Mal die Goldmedaille gewannen. 2024 in Paris holten sie die Silbermedaille.

### NORCECA-Meisterschaft
Bei der Premiere der NORCECA-Meisterschaft 1969 belegten die Vereinigten Staaten den dritten Rang. Zwei Jahre später kamen sie nicht unter die ersten Vier, aber 1973 wurden sie wieder Dritter. 1975 wurden sie als Gastgeber erst im Finale von Kuba bezwungen. Damit begann eine Serie von Endspielen zwischen diesen beiden Kontrahenten, die bis 1987 dauerte. Die Vereinigten Staaten setzten sich dabei 1981 und als erneuter Gastgeber 1983 durch. Nach einem dritten Platz der US-Amerikanerinnen 1989 ging das Duell gegen Kuba fortgesetzt. In den 1990er Jahren gewann das Team von der Insel alle fünf Endspiele, dann siegten die USA dreimal, bevor 2007 wieder Kuba erfolgreich war. 2009 kamen die Vereinigten Staaten auf den vierten Platz. 2011, 2013 und 2015 gewannen sie dreimal im Finale gegen die Dominikanische Republik. Im Endspiel 2019 unterlagen sie dem gleichen Gegner im Tiebreak.

### World Cup
Bei den ersten beiden Ausgaben des World Cup wurden die Vereinigten Staaten 1973 Sechster und 1977 Siebter. 1981 verloren sie das Spiel um den dritten Platz gegen die Sowjetunion. Danach fehlten sie bei zwei Turnieren. 1991 wurden sie erneut Vierter hinter der sowjetischen Mannschaft. Nach einem siebten Platz 1995 erzielten sie mit dem neunten Rang 1999 ihr schlechtestes Ergebnis in diesem Wettbewerb. Beim Turnier 2003 kamen sie auf den dritten Rang. Das gleiche Ergebnis gab es vier Jahre später. Beim World Cup 2011 erreichten die USA das Endspiel, das sie gegen Italien verloren. 2015 wurden sie wieder Dritter. 2019 spielten sie ihr zweites Finale und mussten sich diesmal China geschlagen geben.

### Nations League
Die US-Amerikanerinnen gewannen die Nations League 2018 im Finale gegen die Türkei. Beim Turnier 2019 gelang ihnen im Endspiel gegen Brasilien die Titelverteidigung. 2021 waren sie im Finale erneut gegen Brasilien siegreich. 2022 qualifizierten sie sich zwar als bestes Team für die Finalrunde, scheiterten dort jedoch bereits im Viertelfinale an Brasilien.

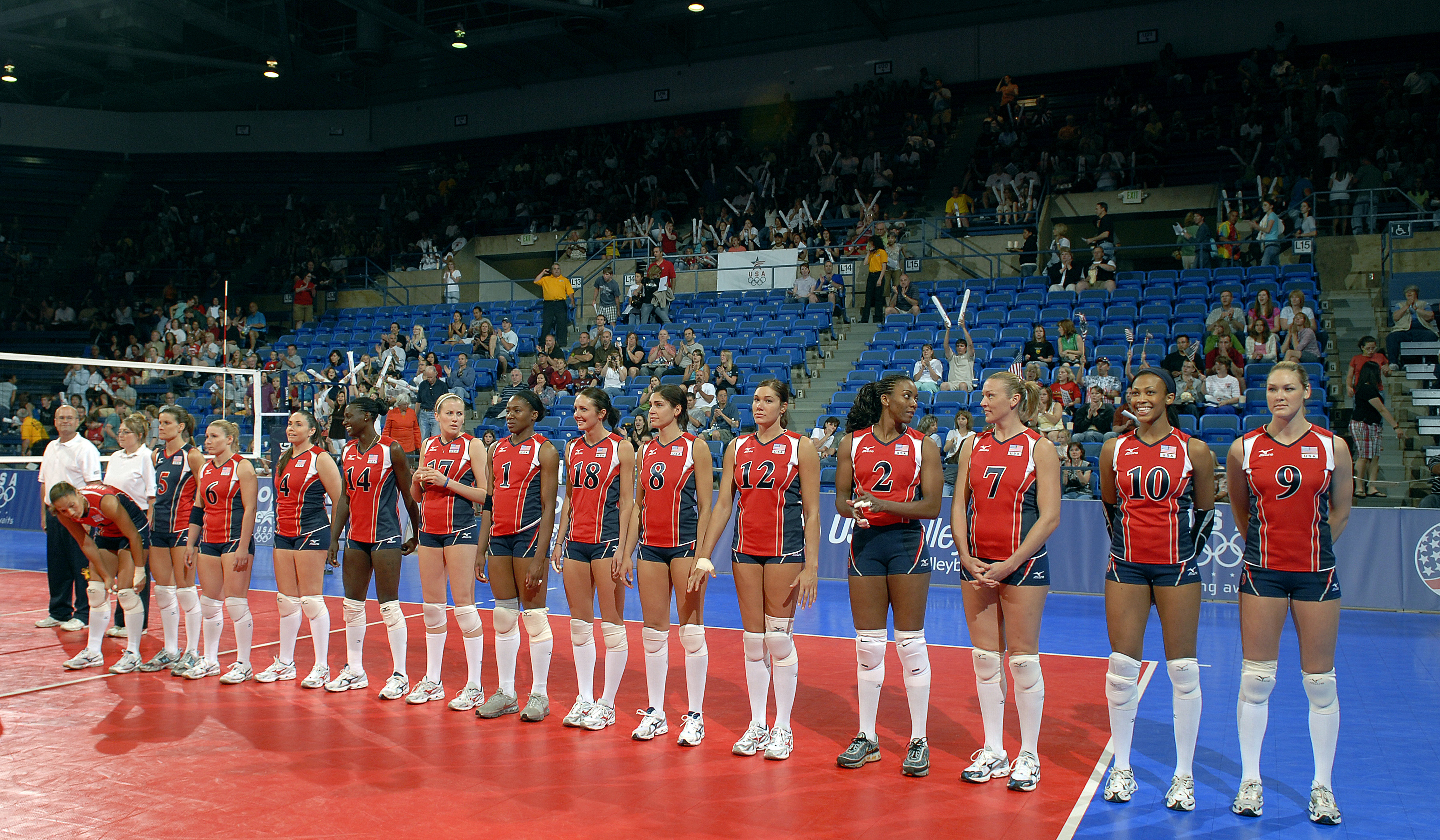
Die Nationalmannschaft vor einem Spiel 2008

### World Grand Prix
Bei den ersten Turnieren des World Grand Prix wurden die USA 1993 Siebter und 1994 Sechster. Den
Grand Prix 1995 gewannen sie im Finale gegen Brasilien. 1996 gab es einen fünften Platz und in den folgenden beiden Jahren kamen die US-Amerikanerinnen auf den achten Rang und waren damit Letzter. Nach einem Jahr Pause kehrten sie 2000 auf dem sechsten Rang zurück. Mit einem Finalsieg gegen China gewannen sie 2001 zum zweiten Mal den Wettbewerb. Als Titelverteidiger wurden sie 2002 wieder Sechster. 2003 und 2004 erreichten sie jeweils den dritten Rang. In den Jahren 2005 bis 2007 belegten die US-Frauen die Plätze sieben und acht. 2008 steigerten sie sich auf den vierten Rang. 2009 verpassten sie mit einem neunten Platz die Endrunde. Von 2010 bis 2012 gewannen sie drei Endspiele nacheinander gegen Brasilien. In den folgenden beiden Jahren schnitten sie als Sechster und Siebter schlechter ab. 2015 besiegten sie als Gastgeber im Finale Russland. Ein Jahr später mussten sie sich den Brasilianerinnen geschlagen geben. Die letzte Ausgabe 2017 beendeten sie auf dem sechsten Platz.